# Stazione di Alberobello

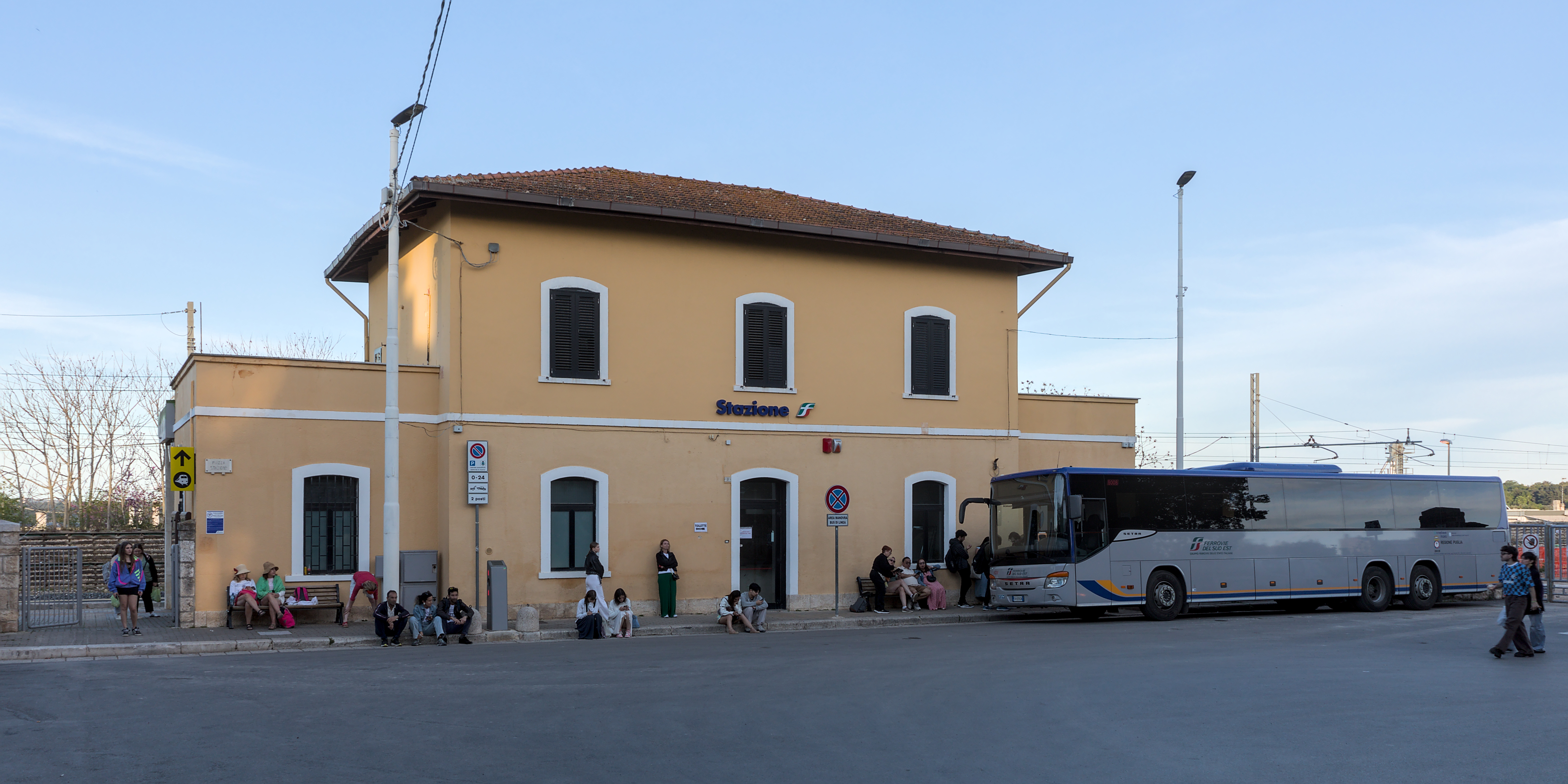
Il fabbricato della stazione visto dal piazzale antistante la stazione

La stazione di Alberobello è una stazione ferroviaria al servizio del comune di Alberobello, nella città metropolitana di Bari.
È posta sulla ferrovia Bari-Taranto ed è gestita dalle Ferrovie del Sud Est.
Fu inaugurata il 14 dicembre 1903 ed entrò in servizio il 6 settembre 1905, insieme al tronco Putignano-Locorotondo della linea Bari-Taranto.
Nel corso di giugno 2024, in occasione dell'evento G7 in Puglia, la stazione, insieme alle altre della relazione Putignano-Martina Franca è stata ammodernata con la sistemazione dei marciapiedi e il rinnovo della segnaletica di stazione conformata a quella utilizzata da Rete Ferroviaria Italiana, oltre a piccole modifiche nella stazione stessa.

## Servizi
La stazione dispone di:
- Biglietteria automatica
- Servizi igienici
- Area per l'attesa
- Accessibilità per portatori di handicap
- Fermata autolinee extraurbane
- Parcheggio di scambio

## Movimento

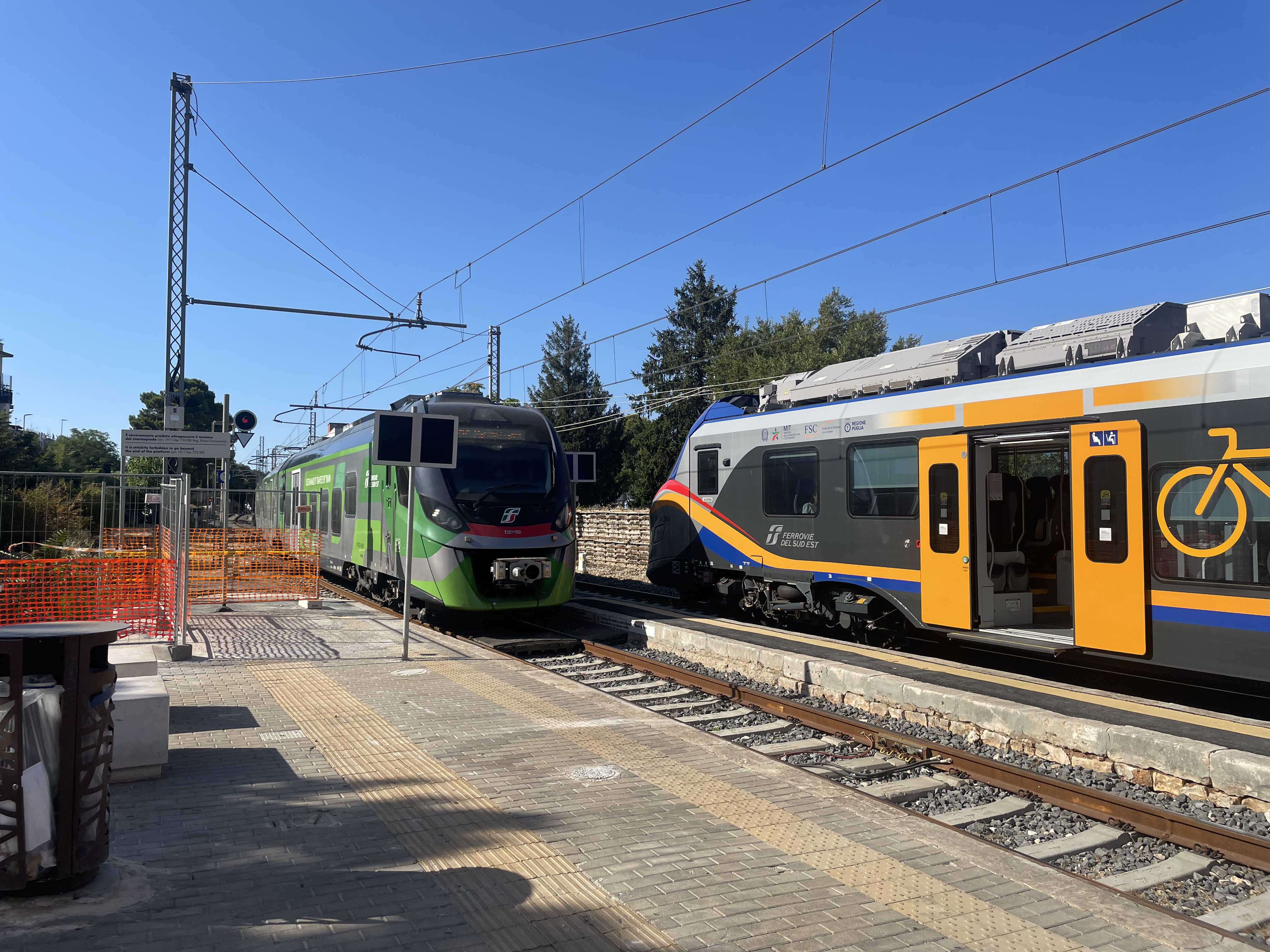
Elettrotreni ETR 104 ed ETR 322 in fase d'incrocio alla stazione di Alberobello

La stazione è servita dai treni regionali svolti dalle Ferrovie del Sud Est nella relazione Martina Franca - Putignano della linea 1.